# Индигокармин
Индѝгокарми́н — динатриевая соль индиго-5,5'-дисульфокислоты. Индигокармин одобрен для использования в качестве пищевого красителя в США и Европейском союзе. Он имеет номер E132. Помимо этого, индигокармин используется как индикатор pH.

## Получение
Индигокармин получают путём сульфирования индиго. Представляет собой динатриевую соль индиго-5,5'-дисульфокислоты, химическая формула — {\displaystyle \mathrm {C} _{16}\mathrm {H} _{8}\mathrm {N} _{2}\mathrm {Na} _{2}\mathrm {O} _{8}\mathrm {S} _{2}}.

## Свойства
Индигокармин легко растворим в воде. Обладает свойствами кислотно-основного индикатора, интервал pH области перехода от синей формы к жёлтой — 11,6-14,0.

## Применение

### Пищевая промышленность
В 1966 году были приняты поправки Совета Европы о гармонизации законодательства государств-членов в отношении красящих веществ, которые могут использоваться в пищевых продуктах в «Постановлении о красителях 1966 года». Индигокармину был присвоен номер Е132.
С тех пор индигокармин используется в качестве синего пищевого красителя или в сочетании с жёлтыми красителями, такими как хинолиновый жёлтый (Е104), для придания зелёной окраски.
Индигокармин классифицируется вместе с другими красителями, такими как куркумин (Е100), тартразин (Е102) или кармазин (Е122), в группу III (пищевые красители с комбинированным ограничением максимального количества), которые используются для кисломолочных продуктов, сыра, мороженого, кондитерских изделий, цукатов, жевательных резинок, соусов, теста и выпечки, сурими и рыбной икры, приправ, горчицы, супов, вегетарианского питания, газированных напитков вина, сидра, различных закусок, десертных блюд и т. д. В зависимости от страны, максимально разрешённые дозировки красителя колеблются от 50 до 500 мг/кг.

### Медицинское использование
Индигокармин хорошо известен в медицине как диагностическое средство, в том числе в гистологических исследованиях. В 2022 году Управление по санитарному надзору за качеством пищевых продуктов и медикаментов (FDA) официально одобрило индигокармин для медицинского применения в различных областях в США.
- Урология. В урологии внутривенная инъекция индигокармина часто используется для выделения участков мочевыводящих путей. Краситель быстро фильтруется почками из крови и окрашивает мочу в синий цвет. Это позволяет увидеть структуры мочевыводящих путей в операционном поле и продемонстрировать, есть ли утечка. Однако в некоторых случаях краситель может вызвать потенциально опасное повышение артериального давления[4]. Для исследования выделительной функции почек и динамической деятельности почечных лоханок и мочеточников применяется хромоцистоскопия (индигокарминовая проба). При нормальной функции почек краска начинает выделяться из мочеточников через 2—3 мин, максимальное выведение отмечается через 6—8 мин, заканчивается через 1—1,5 ч. У больных с нарушенной функцией почек выведение менее интенсивно и более замедленно.
- Хирургия. В плодоразрушающих операциях растворы индигокармина иногда используются для обнаружения утечек амниотической жидкости.
- Гинекология. Диагностика мочеточниково-влагалищных свищей.
- Гастроэнтерология. Хромоскопия. Расширения возможностей выявления мелких поражений слизистой оболочки ЖКТ, их границ и структурных особенностей.
- Онкология. Хромоскопия. Применение прижизненных методов окраски слизистой оболочки. Часть эндоскопического исследования. Существенно расширяет возможности в диагностике функциональных и морфологических изменений органов пищеварительного тракта.
- Сосудистая хирургия. Лимфостаз. Методика лимфографии.

На сегодняшний день, как и в прошлом, в урологической, гинекологической, хирургической практике существуют ситуации, когда альтернативы индигокармину, как диагностическому препарату, не существует:
1. В экстренной хирургии — дифференциальная диагностика между камнем нижней трети правого мочеточника и острым аппендицитом. В этом случае с целью дифференциальной диагностики проводится хромоцистоскопия.
2. Интраоперационное повреждение мочеточника, мочевого пузыря, почечных лоханок в урологии, гинекологии, хирургии.
3. Диагностика нарушения целостности полых органов при различных травмах и пр. в урологии, гинекологии, хирургии.
4. Прокрашивание свищевых ходов в хирургии, эпителиальных копчиковых ходов в проктологии, нефростом и т. д.
5. Эндоскопическая диагностика проходимости маточных труб в гинекологии.

### Другое применение
Индиго использовался с древних времён для окрашивания тканей в синие цвета и добывался из некоторых растений рода Индигофера. В конце XIX века индиго был впервые синтезирован, после чего началось стремительное вытеснение натурального индиго синтетическим. В настоящее время основная часть индиго и его производных получается путём синтеза.
Индигокармин применяется для изготовления чернил, а также в химии как окислительно-восстановительный и кислотно-основный индикатор и реагент для фотометрического определения O2 и O3. Не используется для крашения тканей из-за нестойкости окраски, в отличие от индиго (роль которого в кубовом крашении также снизилась с появлением более стойких красителей).

## Безопасность

### В качестве пищевой добавки
В 1974 году Объединённый экспертный комитет ФАО/ВОЗ по пищевым добавкам (JECFA) установил допустимое суточное потребление (ДСП) красителя в количестве 5 мг/кг массы тела человека. В 2014 году Европейское агентство по безопасности продуктов питания (EFSA), проведя переоценку безопасности индигокармина в качестве пищевой добавки, сочла ДСП в количестве 5 мг/кг массы тела безопасным, что согласуется с давней позицией учёных из JECFA.

При дозах, меньших или равных 500 мг/кг массы тела/день в исследованиях не было выявлено никаких побочных эффектов в исследованиях острой и хронической токсичности, токсичности для репродуктивной системы и развития, а также изменений гематологических и биологических параметров.Оригинальный текст (англ.)No adverse effects in subacute, chronic, reproduction and developmental toxicity studies, and no modifications of haematological and biological parameters in chronic toxicity studies have been identified at doses less than or equal to 500 mg/kg bw/day.
— Scientific Opinion on the re-evaluation of Indigo Carmine (E 132) as a food additive. European Food Safety Authority. July 25, 2014